# Rzepinek (województwo świętokrzyskie)
Rzepinek – wieś w Polsce, położona w województwie świętokrzyskim, w powiecie starachowickim, w gminie Pawłów.
Była wieś benedyktynów świętokrzyskich w województwie sandomierskim w ostatniej ćwierci XVI wieku.
W latach 1975–1998 miejscowość położona była w województwie kieleckim.